# Energetická koncepce
Energetická koncepce nebo energetická politika je způsob, kterým se daný subjekt (často vláda) rozhodl řešit otázky energetického rozvoje včetně výroby, distribuce a spotřeby energie. Atributy energetické politiky mohou zahrnovat právní předpisy, mezinárodní smlouvy, pobídky k investicím, pokyny pro úsporu energie, zdanění a další techniky veřejné politiky. Energie je klíčovou součástí moderních ekonomik. Fungující ekonomika vyžaduje nejen pracovní sílu a kapitál, ale také energii pro výrobní procesy, dopravu, komunikaci[ujasnit], zemědělství a další. Zdroje energie se měří v různých fyzických jednotkách: kapalná paliva v barelech nebo galonech, zemní plyn v krychlových stopách, uhlí v krátkých tunách a elektřina v kilowattech a kilowatthodinách.
Pro řešení otázek globálního oteplování a změny klimatu má největší význam implementace ekoenergetické politiky na celosvětové úrovni. Využití sociálních věd k získání sondy do chování spotřebitelů energie může tvůrcům politik umožnit lépe rozhodovat o dalších možnostech klimatu a energetiky. To by mohlo usnadnit efektivnější využití energie, komercializaci energie z obnovitelných zdrojů a snížení emisí uhlíku. Přístup k energii je také zásadní pro základní sociální potřeby, jako je osvětlení, topení, vaření a zdravotní péči. Výsledkem je, že cena energie má přímý dopad na pracovní místa, ekonomickou produktivitu a hospodářskou soutěž (konkurenceschopnost) podniků a náklady na zboží a služby.

## Soukromá energetická politika (koncepce)
Termín "soukromá energetická politika" označuje přístup soukromých společností k energii. V roce 2019 se některé firmy „zavázaly stanovit cíle v oblasti klimatu ve svých provozovnách a hodnotových řetězcích v souladu s omezením globálního nárůstu teploty na 1,5 °C nad předindustriální úrovní a dosažení čistých nulových emisí nejpozději do roku 2050“.

## Státní energetická koncepce

### Energetická koncepce České republiky
Státní energetická koncepce (dále SEK) je v ČR definována v § 3 zákona 406/2000 Sb. o hospodaření s energií.. SEK vyjadřuje "cíle státu v nakládání s energií v souladu se zásadami trvale udržitelného rozvoje, zajištěním bezpečnosti dodávek energie, konkurenceschopnosti hospodářství a sociální přijatelnosti pro obyvatelstvo" Je přijímána na období 25 let. SEK schvaluje na návrh Ministerstva průmyslu a obchodu vláda, naposledy v roce 2015.
Koncepce samotná má 145 stran, spolu s dalšími pěti dokumenty cca 1 000 stran. V tomto článku jsou tedy uvedeny jen vybrané, často diskutované body.
Mezi hlavní cíle Koncepce patří "ponechat společnost ČEPS, a.s. ve výhradním vlastnictví státu a zachovat dominantní vliv státu ve společnosti ČEZ, a.s.". (Podle rozhodnutí městského soudu v Praze je však tato pasáž v rozporu se zákonem).
Ve vztahu k jaderné energetice koncepce uvádí: "Jaderná energie by dlouhodobě mohla přesáhnout 50% podíl na výrobě elektřiny a nahradit tak významnou část uhelných zdrojů. Současně je žádoucí, aby se začala významněji využívat část produkované tepelné energie z jaderných zdrojů k vytápění větších městských aglomerací." (str. 14)
Cíle pro obnovitelné zdroje energie
- Podporovat rozvoj obnovitelných zdrojů podle ekonomických možností a v souladu s přírodními podmínkami,
- využít potenciálu biomasy, větrné energie a solární energie na střechách,
- zajištění přednostního využití cíleně pěstované biomasy pro domácí subjekty,
- zdroje pro podporu OZE zajišťovat zejména z energetických daní a poplatků a povinných plateb,
- zajistit flexibilitu, maximálně zjednodušit administrativu, zajistit v maximální možné míře integraci, dlouhodobě garantovat co nejrychlejší atd. atp.

Cíle pro jadernou energetiku
- prezentovat JE jako jeden z pilířů výroby elektřiny s cílovým podílem 50% na výrobě elektřiny a maximalizací dodávek tepla z jaderných elektráren,
- podpořit a urychlit přípravu a realizaci nových jaderných bloků ve stávajících lokalitách,
- prodloužení životnosti elektrárny Dukovany až na 60 let, bude-li to možné,
- určit podmínky pro provoz úložišť radioaktivního odpadu (rozhodnutí o úložišti do roku 2025),
- vybrat další vhodné lokality pro rozvoj jaderné energetiky.

Koncepce byla podrobena formálnímu posouzení vlivu na životní prostředí SEA (z anglického strategic environmental assessment) podle zákona č. 100/2001 Sb., proběhla oponentura a připomínky byly vypořádány. Zohlednění podmínek ze stanoviska SEA a způsob vypořádání připomínek jsou uvedeny tamtéž.
Na základě usnesení vlády je každoročně na Ministerstvu průmyslu a obchodu pro informaci členům vlády vypracována formální zpráva o plnění takzvaných nástrojů Státní energetické koncepce České republiky. Zpráva reflektuje celkem pochopitelnou snahu jejích autorů zpracovávat další podobné zprávy po zbylých dvacet let. Materiál reportuje o plnění úkolů, přičemž zdůrazňuje, že jeho účelem není nástroje upravovat či stanovovat nové, a stejně tak ani vyhodnocovat plnění celé Koncepce. Pouze popisuje aktuální situaci a trendy v energetice, včetně stavu přípravy výstavby nových jaderných zdrojů v ČR. Zpráva sleduje legislativu i národní, takzvané akční plány, které údajně dále konkretizují cíle a nástroje v koncepci uvedené. V souladu s koncepcí jsou zmíněny oblasti fiskální a daňové, zahraniční politika, věda a výzkum, vlastnická práva státu k energetickým společnostem, komunikace a medializace.